# Uråsa socken
Uråsa socken i Småland ingick i Konga härad i Värend, ingår sedan 1971 i Växjö kommun och motsvarar från 2016 Uråsa distrikt i Kronobergs län.
Socknens areal är 26,15 kvadratkilometer, varav land 25,61. År 2000 fanns här 334 invånare. Kyrkbyn Uråsa med sockenkyrkan Uråsa kyrka, och byn Brändekvarn, ligger i socknen. 

## Administrativ historik
Uråsa socken har medeltida ursprung.
Vid kommunreformen 1862 övergick socknens ansvar för de kyrkliga frågorna till Uråsa församling och för de borgerliga frågorna till Uråsa landskommun.  Denna senare inkorporerades 1952 i Väckelsångs landskommun som sedan 1971 uppgick i Växjö kommun. Församlingen uppgick 2014 i Ingelstads församling.
1 januari 2016 inrättades distriktet Uråsa, med samma omfattning som församlingen hade 1999/2000.
Socknen har tillhört samma fögderier och domsagor som Konga härad. De indelta soldaterna tillhörde Smålands husarregemente, Växjö kompani.

## Geografi
Uråsa socken ligger nordöst om Åsnen kring Skyeån. Området består av två dalgångar med odlingsbygd och skogsmark omkring.

## Fornminnen

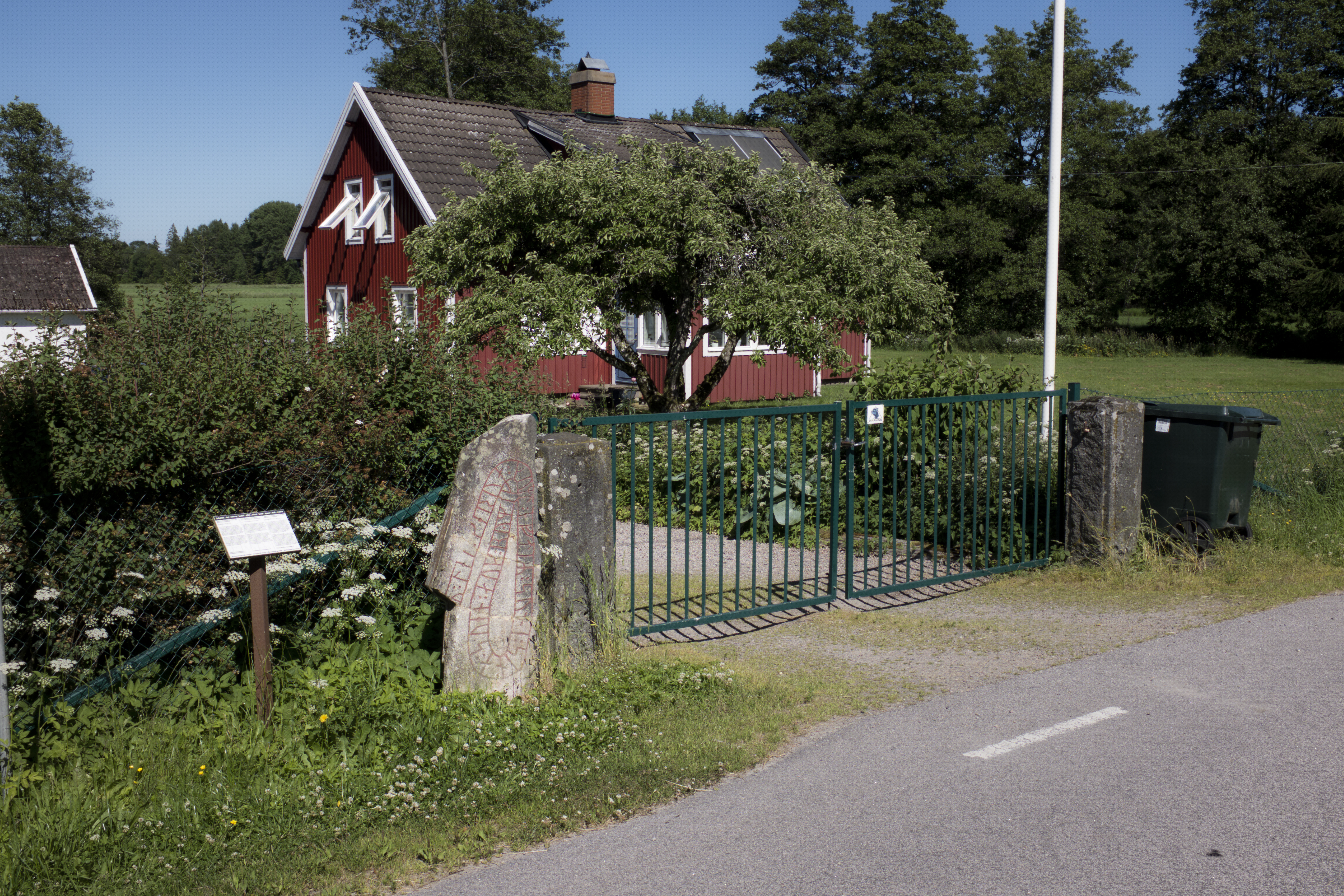
Runsten i Högnalöv på fastigheten Uråsa 14:1. Runstenen står utmed landsvägen mellan Uråsa och Jät, strax intill bron över Skyeån. ”Spak lät göra minnesmärket efter sina söner Sven och Röming” lyder inskriptionen.

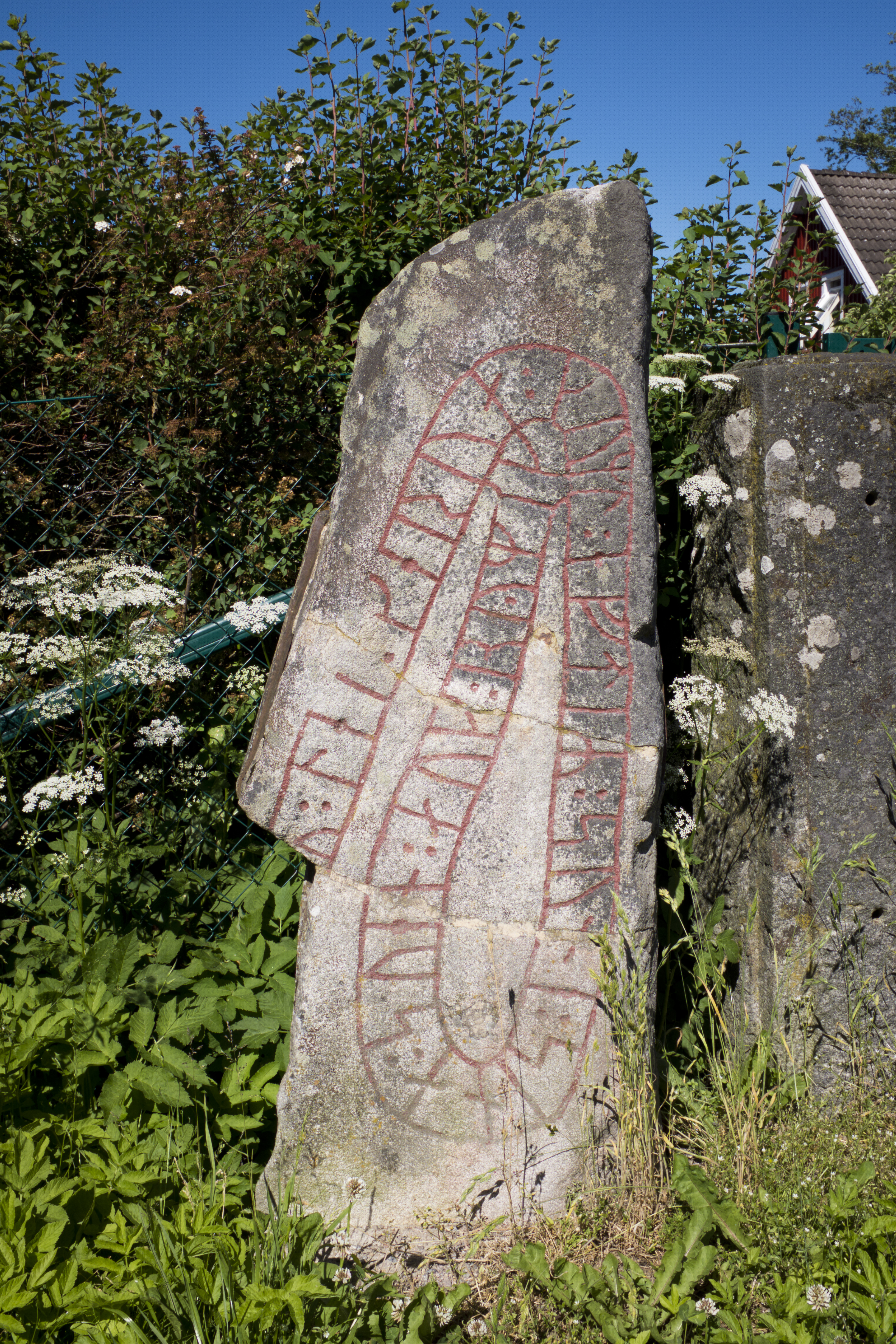
Runsten i Högnalöv på fastigheten Uråsa 14:1. Runstenen står utmed landsvägen mellan Uråsa och Jät, strax intill bron över Skyeån. ”Spak lät göra minnesmärket efter sina söner Sven och Röming” lyder inskriptionen.

Ett skadat röse finns vid Skye och vid Högnalöv fanns en järnåldershög, som numera är borttagen. En runsten finns vid Högnalöv.

## Namnet
Namnet (1403 Wrasom), taget från kyrkbyn, består av förledet ur ur uroxe och efterledet plural av ås.

### Fotnoter
1. 1 2 3  Svensk Uppslagsbok Uråsa socken
2. 1 2  Harlén, Hans; Harlén Eivy (2003). Sverige från A till Ö: geografisk-historisk uppslagsbok. Stockholm: Kommentus. Libris 9337075. ISBN 91-7345-139-8
3. ↑  ”Församlingar”. Statistiska centralbyrån. https://www.scb.se/hitta-statistik/regional-statistik-och-kartor/regionala-indelningar/forsamlingar/. Läst 30 december 2022.
4. ↑  Administrativ historik för Uråsa socken (Klicka på församlingsposten). Källa: Nationella arkivdatabasen, Riksarkivet.
5. 1 2  Sjögren, Otto (1931). Sverige geografisk beskrivning del 2 Östergötlands, Jönköpings, Kronobergs, Kalmar och Gotlands län. Stockholm: Wahlström & Widstrand. Libris 9939
6. 1 2 3  Nationalencyklopedin
7. ↑  Fornlämningar, Statens historiska museum: Uråsa socken
8. ↑  Fornminnesregistret, Riksantikvarieämbetet: Uråsa socken Fornminnen i socknen erhålls på kartan genom att skriva in sockennamn (utan "socken") i "Ange geografiskt område"